# 극장판 슈타인즈 게이트: 부하영역의 데자뷰
《극장판 슈타인즈 게이트: 부하영역의 데자뷰》(일본어: 劇場版 STEINS;GATE シュタインズ・ゲート　負荷領域のデジャヴ 게키조반 슈타인즈 게토 후카료이키노 데자부[*])는 2013년 공개된 일본의 애니메이션 영화다. 동명의 비주얼 노벨을 원작으로 한 텔레비전 애니메이션 《Steins;Gate》의 극장판이다. 이 영화는 2013년 4월 일본 극장에서 초연되었다.

## 구성
이 영화는 텔레비전 애니메이션으로부터 1년 후인 2011년 8월에 진행된다. 과거로 보낼 수 있는 문자 메시지인 'D-메일'의 발명으로 인해 여러 '세계선'을 넘나드는 힘든 여정을 거쳐 오카베 린타로는 '슈타인즈 게이트'로 추정되는 세계선에 도착했다. 시이나 마유리와 마키세 크리스의 죽음을 막을 수 있었을 뿐만 아니라 타임머신의 발명이 더 이상 존재하지 않아 SERN이 지배하는 미래를 막을 수 있었다. 8월 3일, 크리스는 기자 회견을 위해 일본에 도착하여 미래 가젯 연구소의 모든 멤버과 재회합니다. 한편 린타로는 시간 여행으로 인해 다른 세계선의 비전을보고 강렬한 부작용을 겪기 시작한다. 다음 날인 8월 4일, 미스터리한 방문자가 크리스의 호텔에 나타나 휴대전화, 전자레인지, SERN 세 가지를 기억하라고 말한다. 그날 늦게 크리스가 린타로에게 자신의 데자뷰 사례가 린타로의 '리딩 슈타이너' 능력과 어떻게 유사할 수 있는지에 대해 이야기하면서 린타로는 크리스의 눈앞에서 갑자기 사라진다. 게다가 린타로의 존재를 기억하는 사람은 아무도 없는 것 같고, 크리스는 누군가에 대한 희미한 기억을 간신히 간직하고 있다.
일주일 후인 8월 11일, 크리스는 린타로가 남긴 포크를 발견하고 낯선 사람이 남긴 말을 기억하면서 하시다 이타루가 어떤 이유로 SERN을 해킹했고 갑자기 그녀에게 타임 리프 기계를 만들고 싶은 충동을 주었다는 것을 알게 된다. 기계를 사용하여 크리스는 8월 3일 밤으로 돌아가 린타로가 사라지고 다시 나타나는 것을 관찰하고 그에 따라 그에 대한 모든 사람의 기억이 변하는 것을 관찰한다. 그런 다음 그녀는 크리스가 만든 타임머신을 사용하여 미래에서 온 아마네 스즈하로 밝혀진 이전 방문자로부터 연락을 받는다. 그녀는 크리스와 린타로에게 린타로가 방문한 세계선의 모든 기억이 그의 리딩 슈타이너에 과부하가 걸려 현재 세계선과 마유리도 크리스도 없는 유일한 다른 세계선인 "R" 세계선 사이에서 변동하게 한다고 설명한다. 스즈하는 그를 완전히 사라지는 것을 막는 유일한 방법은 타임머신을 사용하여 과거로 여행하는 것이라고 말하지만 린타로는 타임머신도 타임 리프 머신도 존재해서는 안되며 크리스가 통과하는 것을 원하지 않기 때문에 표면적으로 거부한다. 그녀와 마유리가 평화롭게 살 수 있도록 차라리 사라지겠다고 말하면서 그가 겪었던 것과 같은 고통을 겪었다. 대신 그는 크리스에게 자신을 잊으라고 촉구하고 그녀에게 키스를 남긴다.

## 제작
《극장판 슈타인즈 게이트: 부하영역의 데자뷰》는 2011년 9월 13일 TV 애니메이션 시리즈의 끝에서 처음 발표되었다.
이 영화는 2013년 12월 13일 일본에서 DVD 및 블루레이 디스크 홈 비디오 버전으로 출시되었다. 표준 DVD 에디션, 표준 Blu-ray 디스크 에디션, 여러 라디오 드라마가 포함된 5개 디스크 콤보 팩, 영화 사운드트랙과 함께 라디오 드라마가 포함된 6개 디스크 콤보 팩과 같이 여러 버전으로 출시되었다. 판매처에 따라 추가 상품이 배송되었다.

## 반응
이 영화는 주말 7위 영화로 데뷔했다. 일본의 18개 극장에서 86,822,800엔을 벌어들였다. 이후 박스오피스에서 319,125,723엔을 벌어들였지만 세 번째 주말까지 12위로 떨어졌다. 시쿠라 치요마루는 나중에 자신의 트위터 페이지를 통해 영화가 5억 엔 이상의 수익을 올렸다고 보고했다. 또한 영화 인세로 단 1엔만 받았다고 밝혔다. 다가오는 Blu-ray 및 DVD 릴리스를 취재하는 동안 패미통은 영화가 5억 5천만 엔 이상의 수익을 올렸다고 보도했다.

## 미디어 믹스
쿠가야마 레키의 만화는 2013년 5월과 12월 사이에 카도카와 쇼텐의 《월간 소년 에이스》 잡지에 연재되었으며, 2013년 3월 26일과 10월 26일까지 연재되었다. 이 시리즈는 2013년 4월 24일 과 12월 26일에 두 권으로 발매되었다. 하마자키 타츠야가 글을 쓰고 huke, 사카이 큐타, Bun150이 그림을 그린 2권짜리 소설이 카도카와 스니커 문고 레이블로 카도카와 쇼텐에서 출판되었다. 2권은 2013년 5월 1일과 6월 1일에 발매되었다.